# Area archeologica della Secca di Castrocucco
L'area archeologica della Secca di Castrocucco è un sito archeologico compreso nel territorio del comune di Maratea, in provincia di Potenza, presso l'omonima zona.

## Descrizione
A circa un chilometro di distanza dalla frazione Castrocucco si erge un complesso seicentesco, con un palazzo baronale bastionato e piccole case, nei pressi di una rada utilizzata in passato come approdo naturale. Sotto di esso, tra il 1989 e il 1993, è stata ritrovata un'antica villa marittima di epoca romana, con cetariae e tutto il necessario per l'allevamento ittico. Successivamente alle indagini il sito è stato interrato e non è, al momento, visitabile.